# ヘナロ・エルナンデス
ヘナロ・エルナンデス（Genaro Hernandez、1966年5月10日 - 2011年6月7日）は、アメリカ合衆国の元プロボクサー。カリフォルニア州ロサンゼルス出身。元WBA・WBC世界スーパーフェザー級王者。
世界ボクシング殿堂入り。メキシコ系米国人（ヒスパニック）。

## 来歴
幼いころからボクシングに親しんだが、アマチュアボクシングでは4戦全敗だった。
1984年9月27日、プロデビュー。4回判定勝ちを収め、以降も連戦連勝を重ねる。
1991年11月22日、24戦目で世界初挑戦。後のWBO世界スーパーフェザー級王者のダニエル・ロンダ（フランス）とWBA世界スーパーフェザー級王座決定戦を行い、9回TKO勝ち。無敗のまま世界王座に就いた。
1992年7月15日
竹田益朗を12回判定、続く11月20日の3度目の防衛戦では渡辺雄二を6回TKOで降すなど、通算8度の防衛に成功。
1995年6月、WBO世界ライト級王座での世界挑戦内定により王座返上（実質的には剥奪）。
1995年9月9日、WBO世界ライト級王者オスカー・デ・ラ・ホーヤに挑戦。同じカリフォルニア州出身でともに無敗という注目の対決となったが、6回に王者の強打を顔面に受け、鼻骨を骨折。この回終了後のインターバルで自ら棄権を申し入れTKO負け。2階級制覇はならず、プロ初黒星となる。
1997年3月22日、スーパーフェザー級に戻しての世界再挑戦。WBC世界スーパーフェザー級王者アズマー・ネルソン（ガーナ）に挑み、2-1（116-114、118-110、114-115）12回判定勝ち。1年9か月ぶりの世界王座返り咲きを果たした。その後、3度の防衛に成功。
1998年10月3日、4度目の防衛戦で同国人のフロイド・メイウェザー・ジュニアと対戦。8回終了TKO負けを喫し、王座陥落。この試合を最後に引退した。
引退後は総合格闘技団体「UFC」のスペイン語放送で解説者を務めていたが、発症率が極めて低いとされる癌の一種「横紋筋肉腫」に侵され闘病生活に入る。2009年暮れにいったんは快復したものの、その後再発し、2011年6月7日、カリフォルニア州の自宅で死去。45歳没。
尚、葬式の費用はプロボクサーで1998年にエルナンデスと対戦した経験のあるフロイド・メイウェザー・ジュニアによる浄財で全額賄われた。

## 人物
- 紳士的でフェアプレーを重んじる人物。WBA王座3度目の防衛に成功した渡辺戦では試合後、リング上で悔し涙を流す渡辺に優しい言葉を掛け慰めており、インタビューでも「渡辺は気を落とさないで欲しい」と気遣いを見せた。また、世界王座返り咲きを果たしたネルソン戦では7回終了のゴングが鳴った直後にファウルパンチを受け、しばらく起き上がれなくなるほどの深刻なダメージを負った。試合続行不可能をアピールすれば勝利は確実だったが、エルナンデスは自ら続行を志願。苦戦を強いられたが、最後は判定勝ちを収め王座返り咲きに成功。試合後、そのことについて尋ねられたエルナンデスは「ネルソンのことは尊敬しているし、何より自分はこの競技に誇りを持っている」と答えたという。
- 初めて世界王座を獲得する前に東京の帝拳プロモーションとマネージメント契約を締結し、以降たびたび来日した。テクニカルなボクシングと謙虚な態度で日本でも人気が高く帝拳の総帥本田明彦とも強い信頼関係を構築。また本人も大の親日家だった。
- 畑山隆則、中谷潤人、アンソニー・オラスクアガらを育てたボクシングトレーナーのルディ・エルナンデスは実兄。

## 戦績
- プロボクシング：41戦 38勝 (17KO) 2敗 1分

| 戦           | 日付           | 勝敗 | 時間     | 内容     | 対戦相手                         | 国籍           | 備考                                                |
| ------------ | -------------- | ---- | -------- | -------- | -------------------------------- | -------------- | --------------------------------------------------- |
| 1            | 1984年9月27日  | ☆    | 4R       | 判定     | ディノ・ラミレス                 | アメリカ合衆国 | プロデビュー戦                                      |
| 2            | 1984年11月17日 | ☆    | 4R       | 判定     | マーティン・エスコバル           | メキシコ       |                                                     |
| 3            | 1985年6月24日  | ☆    | 6R       | 判定3-0  | ディノ・ラミレス                 | アメリカ合衆国 |                                                     |
| 4            | 1985年10月29日 | ☆    | 6R       | 判定     | ランディ・アーチュレッタ         | アメリカ合衆国 |                                                     |
| 5            | 1985年12月12日 | ☆    | 1R       | KO       | ホセ・マイトレーナ               | メキシコ       |                                                     |
| 6            | 1986年2月17日  | ☆    | 2R       | TKO      | パブロ・モンターノ               | アメリカ合衆国 |                                                     |
| 7            | 1986年2月24日  | ☆    | 2R 1:13  | KO       | テリー・バルドウィン             | アメリカ合衆国 |                                                     |
| 8            | 1986年3月31日  | ☆    | 6R       | 判定     | ラリー・ビジャレアル             | アメリカ合衆国 |                                                     |
| 9            | 1986年4月28日  | ☆    | 3R       | TKO      | ホルへ・バルデス                 | アメリカ合衆国 |                                                     |
| 10           | 1986年7月21日  | ☆    | 7R       | TKO      | テリー・バルドウィン             | アメリカ合衆国 |                                                     |
| 11           | 1986年9月12日  | ☆    | 10R      | 判定     | ルペ・ミランダ                   | アメリカ合衆国 |                                                     |
| 12           | 1986年12月12日 | ☆    | 10R      | 判定     | J・L・アイビー                   | アメリカ合衆国 |                                                     |
| 13           | 1987年8月31日  | ☆    | 10R      | 判定3-0  | ケニー・ワイアット               | アメリカ合衆国 |                                                     |
| 14           | 1988年4月25日  | ☆    | 9R       | TKO      | ファン・マヌエル・ベガ           | メキシコ       |                                                     |
| 15           | 1988年7月25日  | ☆    | 10R      | 判定     | ホセ・マスケダ                   | ベネズエラ     |                                                     |
| 16           | 1988年11月22日 | ☆    | 6R       | KO       | レフジオ・ロハス                 | アメリカ合衆国 | 米-カリフォルニア州スーパーフェザー級タイトルマッチ |
| 17           | 1989年5月15日  | ☆    | 10R      | 判定3-0  | エド・ポラード                   | バルバドス     |                                                     |
| 18           | 1989年7月31日  | ☆    | 10R      | 判定3-0  | フェリペ・オロスコ               | コロンビア     |                                                     |
| 19           | 1990年5月10日  | ☆    | 3R       | KO       | レオン・コリンズ                 | フィリピン     |                                                     |
| 20           | 1990年8月27日  | ☆    | 3R 2:18  | KO       | リチャード・アビラ               | アメリカ合衆国 |                                                     |
| 21           | 1990年9月22日  | ☆    | 6R 2:06  | TKO      | ベン・ロペス                     | アメリカ合衆国 |                                                     |
| 22           | 1990年12月6日  | ☆    | 5R 2:00  | KO       | ロドルフォ・ゴメス               | メキシコ       |                                                     |
| 23           | 1991年2月11日  | ☆    | 10R 2:04 | 反則     | ペドロ・アローヨ                 | プエルトリコ   |                                                     |
| 24           | 1991年11月22日 | ☆    | 9R 1:07  | TKO      | ダニエル・ロンダ                 | フランス       | WBA世界スーパーフェザー級王座決定戦                 |
| 25           | 1992年2月24日  | ☆    | 12R      | 判定3-0  | オマール・カタリ                 | ベネズエラ     | WBA防衛1                                            |
| 26           | 1992年7月15日  | ☆    | 12R      | 判定3-0  | 竹田益朗（陽光アダチ）           | 日本           | WBA防衛2                                            |
| 27           | 1992年11月20日 | ☆    | 6R 0:59  | TKO      | 渡辺雄二（斉田）                 | 日本           | WBA防衛3                                            |
| 28           | 1993年4月26日  | △    | 1R 0:28  | 負傷引分 | ラウル・ペレス                   | メキシコ       | WBA防衛4                                            |
| 29           | 1993年6月28日  | ☆    | 8R 2:11  | KO       | ラウル・ペレス                   | メキシコ       | WBA防衛5                                            |
| 30           | 1993年10月11日 | ☆    | 12R      | 判定3-0  | ハロルド・ウォーレン             | アメリカ合衆国 | WBA防衛6                                            |
| 31           | 1994年1月31日  | ☆    | 8R 2:35  | TKO      | ホルへ・ラミレス                 | メキシコ       | WBA防衛7                                            |
| 32           | 1994年11月12日 | ☆    | 12R      | 判定3-0  | ジミー・ガルシア                 | コロンビア     | WBA防衛8                                            |
| 33           | 1995年3月31日  | ☆    | 8R       | TKO      | ホルへ・パエス                   | メキシコ       |                                                     |
| 34           | 1995年9月9日   | ★    | 6R 終了  | TKO      | オスカー・デ・ラ・ホーヤ         | アメリカ合衆国 | WBO世界ライト級タイトルマッチ                       |
| 35           | 1996年5月8日   | ☆    | 5R 2:10  | TKO      | ハビエル・ピチャルド             | メキシコ       |                                                     |
| 36           | 1996年9月28日  | ☆    | 10R      | 判定     | アントニオ・エルナンデス         | メキシコ       |                                                     |
| 37           | 1997年3月22日  | ☆    | 12R      | 判定2-1  | アズマー・ネルソン               | ガーナ         | WBC世界スーパーフェザー級タイトルマッチ             |
| 38           | 1997年6月14日  | ☆    | 12R      | 判定2-1  | アナトリー・アレクサンドロフ     | カザフスタン   | WBC防衛1                                            |
| 39           | 1997年11月20日 | ☆    | 12R      | 判定3-0  | カルロス・エルナンデス           | アメリカ合衆国 | WBC防衛2                                            |
| 40           | 1998年5月16日  | ☆    | 12R      | 判定3-0  | カルロス・ジェレナ               | プエルトリコ   | WBC防衛3                                            |
| 41           | 1998年10月3日  | ★    | 8R 終了  | TKO      | フロイド・メイウェザー・ジュニア | アメリカ合衆国 | WBC陥落                                             |
| テンプレート |                |      |          |          |                                  |                |                                                     |

## 獲得タイトル
- WBA世界スーパーフェザー級王座（防衛8=返上）
- WBC世界スーパーフェザー級王座（防衛3）